# V Liceum Ogólnokształcące im. gen. Jakuba Jasińskiego we Wrocławiu
V Liceum Ogólnokształcące im. gen. Jakuba Jasińskiego we Wrocławiu – publiczne liceum ogólnokształcące, mieszczące się przy ul. Kuronia we Wrocławiu. Jest jedną z trzech placówek we Wrocławiu kształcącą uczniów w ramach programu Matury Międzynarodowej.

## Historia szkoły
Szkoła powstała 1 września 1948. Początkowo mieściła się w budynku przy ulicy Kruczej. Pierwszy egzamin maturalny odbył się w 1950, maturę zdawało wtedy 29 uczniów. W 17. rocznicę istnienia szkoły, 8 września 1964, nadano jej imię generała Jakuba Jasińskiego. W 2006 V LO weszło w skład Zespołu Szkół Ogólnokształcących nr 5 we Wrocławiu (jego częścią było też Gimnazjum Dwujęzyczne nr 26, które zostało zlikwidowane po reformie edukacji w 2017).
W 1989 uczestnicy wymiany ze szkołą partnerską we Włoszech zostali przyjęci na audiencji generalnej przez papieża Jana Pawła II. Od 1990 rozpoczęto współpracę ze szkołami w Holandii, Danii i Szwajcarii. Od kilku lat trwa również współpraca ze szkołami niemieckimi m.in. w Tybindze i Waiblingen.
W 1994 szkoła była organizatorem imprezy pod nazwą „Model ONZ”. Wzięło w niej udział około czterech tysięcy osób ze szkół z Polski, Włoch i Niemiec. Od tego czasu wydarzenie „Wrocław Model ONZ” („Wrocław Model United Nations”) odbywa się corocznie, organizowane przez uczniów klasy International Baccalaureate.
Dzień patrona szkoły jest obchodzony co roku 4 listopada, w rocznicę śmierci gen. Jakuba Jasińskiego w czasie obrony Warszawy.

## Profil kształcenia
Ze względu na tradycję szkoły była postrzegana jako liceum humanistyczne, jednakże w ciągu lat uległo to zmianie i obecnie skupia się na kierunkach matematycznych, co znalazło potwierdzenie w profilach klas. W 2005 wraz ze zmianą dyrekcji nastąpiła zmiana profilu szkoły na ogólnokształcący: trzy klasy językowe zostały zastąpione klasami o profilach matematycznych i przyrodniczych.

### International Baccaulareate
Od września 1997 V Liceum Ogólnokształcące realizuje program Matury Międzynarodowej (International Baccalaureate). Program ten obejmuje uczniów klasy III i IV, którzy ukończyli program IB-MYP (i spełnili kryteria) w tej szkole lub pozytywnie zdali testy kwalifikacyjne z języka angielskiego (na poziomie B2/C1) i matematyki. Przedmioty w tych klasach, z wyjątkiem języka ojczystego, są prowadzone w języku angielskim.
Od 2011 istnieje również klasa IB-MYP, obejmująca program klasy I i II, przygotowująca uczniów do dalszego kształcenia w systemie Matury Międzynarodowej.
V Liceum Ogólnokształcące we Wrocławiu jest jedną z kilkunastu szkół w Polsce realizującą program matury międzynarodowej.

### Dyplomacja Europejska
Klasa Dyplomacji Europejskiej założona w 2002 wyróżniała się na tle Zespołu Szkół Ogólnokształcących nie tylko innowacyjnością programu, ale i innymi elementami, z których najbardziej widoczny był obowiązek noszenia mundurków, wprowadzony na długo przed reformami MEN w 2007. Poza tym uczniowie odbywali spotkania z politykami, a także realizowali w klasie II i III dodatkowo takie przedmioty autorskie jak:
- Elementy nauk społecznych
- Unia Europejska
- Wstęp do nauk politycznych
- Elementy prawa międzynarodowego
- Protokół dyplomatyczny

Profil został jednak zlikwidowany.

### Umowy partnerskie
W 1992 szkoła podpisała umowę o współpracy z Uniwersytetem Wrocławskim. Od 1970 V Liceum Ogólnokształcące jest członkiem Międzynarodowego Klubu Szkół Stowarzyszonych UNESCO. Szkoła prowadzi wymiany międzynarodowe lub współpracuje ze szkołami z Niemiec, Danii, Szwajcarii, Włoch, Hiszpanii, Holandii i Belgii.

## Absolwenci
- Piotr Bikont (1955–2017) – polski dziennikarz, publicysta i krytyk kulinarny
- Olga Borys (ur. 1974) – polska aktorka.
- Stanisław Chaciński (1936–1990) – polski poeta, prozaik, reportażysta
- Andrzej Jaroch (ur. 1948) – polski polityk, samorządowiec, pracownik naukowy Politechniki Wrocławskiej, doktor inżynier, senator VI kadencji
- Dariusz Patrzałek (ur. 1956) – profesor medycyny, transplantolog
- Ryszard Petru (ur. 1972) – polski ekonomista i polityk
- Michał Sitarski (ur. 1977) – polski aktor
- Jan Harasimowicz (ur. 1950) – historyk sztuki i kultury
- Anna Skrzek (ur. 1956 w Koszalinie) – polska doktor habilitowana nauk o kulturze fizycznej, specjalizująca się w fizjoterapii
- Jerzy Terlecki (ur. 1961 we Wrocławiu) – inżynier budownictwa, burmistrz Polanicy-Zdroju w latach 1994–1998 i 2002–2018
- Piotr Wawrzynek (ur. 1970 we Wrocławiu) – duchowny rzymsko-katolicki, od 2023 roku biskup pomocniczy diecezji legnickiej
- Vincent V. Severski (ur. 1956) - pisarz, felietonista, oficer polskiego wywiadu[5]